# Muscidae
Muscidae este o familie de muște aparținând superfamiliei Muscoidea. Unele dintre speciile din această familiei sunt cunoscute ca muște de casă sau muște de grajd  datorită sinantropiei lor, familia conținând peste 4000 de specii descoperite clasificate în peste 100 de genuri.
Musca domestica (Musca de casă comună) este una dintre cele mai importante și bine cunoscute specii din această familie.

## Genuri
Lista genurilor conform Catalogue of Life:
- Adia
- Aethiopomyia
- Afromydaea
- Agenamyia
- Albertinella
- Alluaudinella
- Altimyia
- Amicitia
- Anaphalantus
- Andersonosia
- Anthocoenosia
- Anthomyia
- Apsil
- Arthurella
- Atelia
- Atherigona
- Auria
- Azelia
- Balioglutum
- Beccimyia
- Biopyrellia
- Bithoracochaeta
- Brachygasterina
- Brevicosta
- Bruceomyia
- Bryantina
- Buccophaonia
- Calliphoroides
- Camptotarsopoda
- Caricea
- Cariocamyia
- Cephalispa
- Chaetagenia
- Chaetopapuaia
- Chaetophaonia
- Charadrella
- Chortinus
- Coenosia
- Cordilura
- Cordiluroides
- Correntosia
- Crucianella
- Curranosia
- Cypselodopteryx
- Cyrtoneurina
- Dasyphora
- Deltotus
- Dichaetomyia
- Dimorphia
- Dolichophaonia
- Drepanocnemis
- Drymeia
- Eginia
- Eginiella
- Eudasyphora
- Exsul
- Fraserella
- Graphomya
- Gymnodia
- Gymnopapuaia
- Haematobia
- Haematobosca
- Haematostoma
- Haroldopsis
- Hebecnema
- Helina
- Helinomydaea
- Heliographa
- Hemichlora
- Hennigiola
- Hennigmyia
- Huckettomyia
- Hydrotaea
- Idiohelina
- Insulamyia
- Itatingamyia
- Lasiopelta
- Limnohelina
- Limnophora
- Limnospila
- Lispacoenosia
- Lispe
- Lispocephala
- Lispoides
- Lophosceles
- Macroeginia
- Macrorchis
- Magma
- Megophyra
- Mesembrina
- Metopomyia
- Microcalyptra
- Mitroplatia
- Morellia
- Mulfordia
- Musca
- Muscina
- Mydaea
- Myiophaea
- Myospila
- Neivamyia
- Neodexiopsis
- Neohelina
- Neolimnophora
- Neomuscina
- Neomyia
- Neorypellia
- Neurotrixa
- Notoschoenomyza
- Nystomyia
- Ochromusca
- Ocypodomyia
- Ophyra
- Opsolasia
- Orchisia
- Oxytonocera
- Pachyceramyia
- Palpibracus
- Papuaia
- Papuaiella
- Paracoenosia
- Paralimnophora
- Parastomoxys
- Parvisquama
- Passeromyia
- Pectiniseta
- Pentacricia
- Phaomusca
- Phaonia
- Phaonidia
- Phaonina
- Philornis
- Pictia
- Pilispina
- Plexiopsis
- Plumispina
- Polietes
- Polietina
- Potamia
- Prohardyia
- Prostomoxys
- Pseudocoenosia
- Pseudohelina
- Pseudoptilolepis
- Psilochaeta
- Pygophora
- Pyrellia
- Pyrellina
- Reinwardtia
- Reynoldsia
- Rhabdoptera
- Rhinomusca
- Rhynchomydaea
- Rypellia
- Sarcopromusca
- Scenetes
- Schoenomyza
- Schoenomyzina
- Scutellomusca
- Sinophaonia
- Souzalopesmyia
- Spanochaeta
- Spathipheromyia
- Spilogona
- Stomopogon
- Stomoxys
- Stygeromyia
- Syllimnophora
- Syngamoptera
- Synthesiomyia
- Tamilomyia
- Tertiuseginia
- Tetramerinx
- Thaumasiochaeta
- Thricops
- Trichomorellia
- Villeneuvia
- Xenomorellia
- Xenomyia
- Xenotachina
- Xestomyia

## Imagini

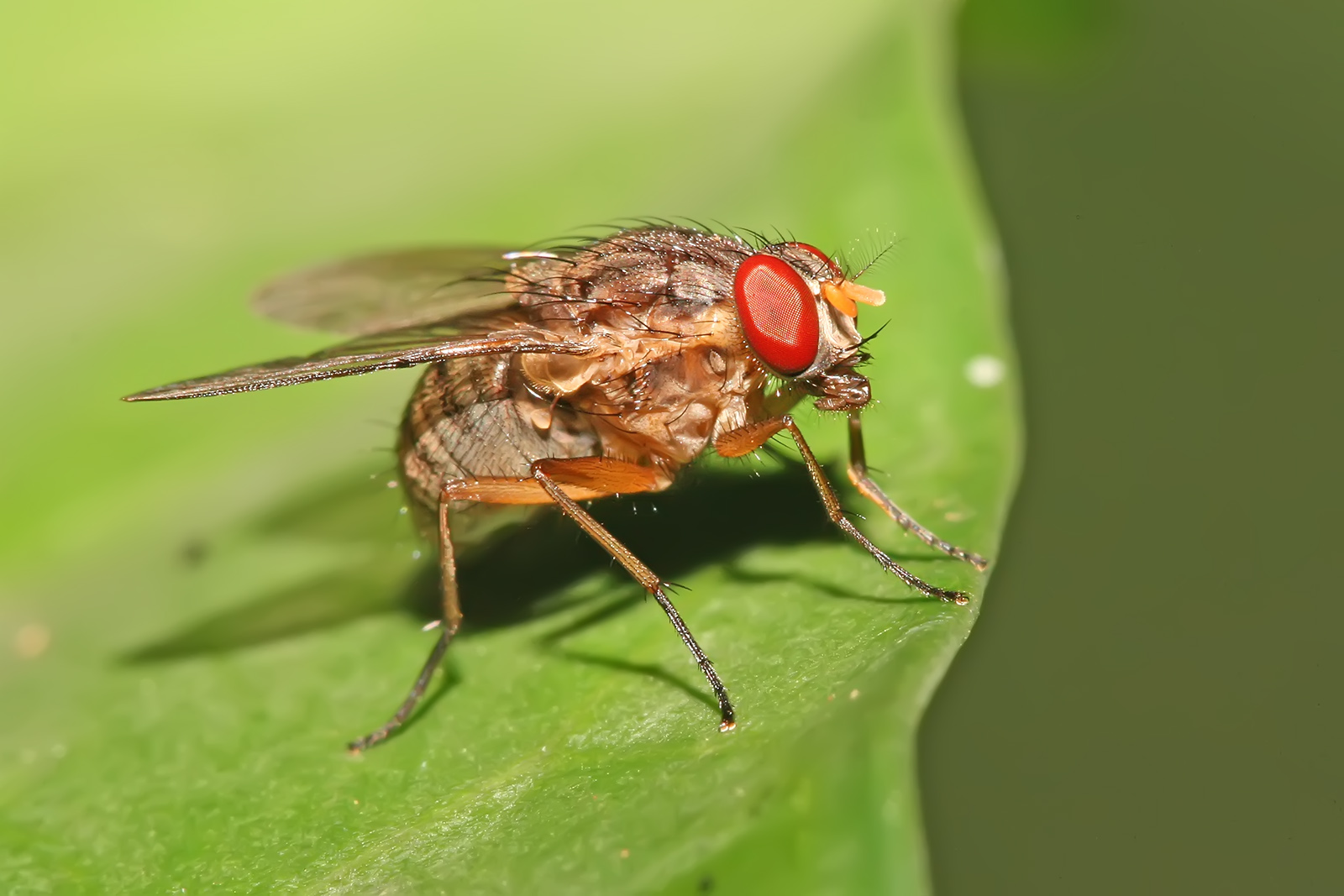
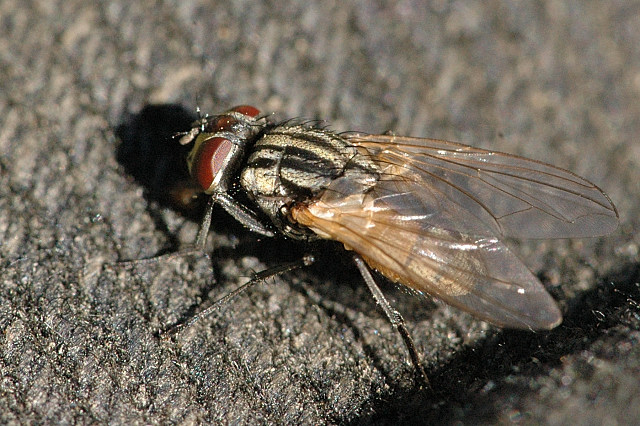
Musca domestica
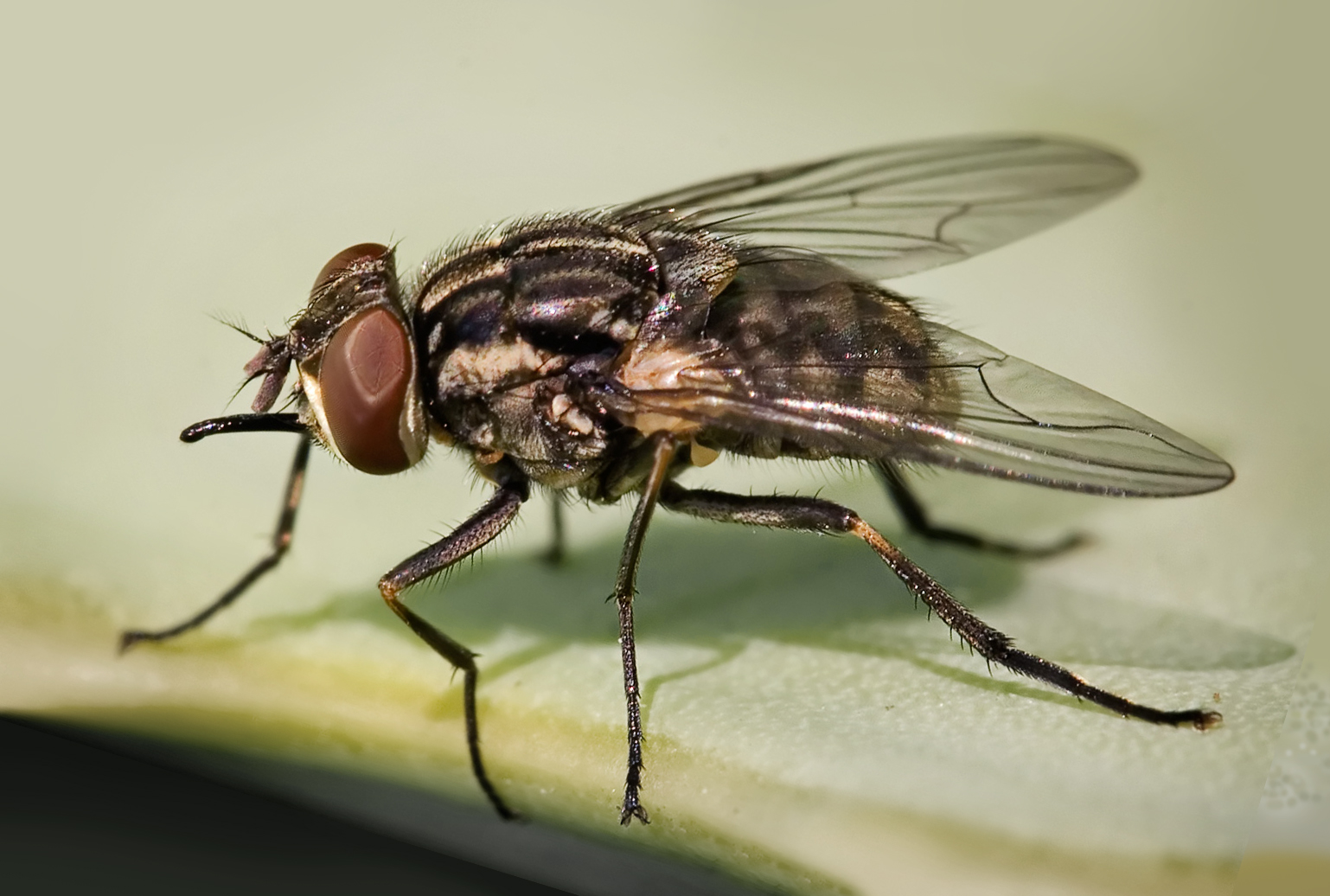
Musca stabilă, Stomoxys calcitrans, Albuquerque
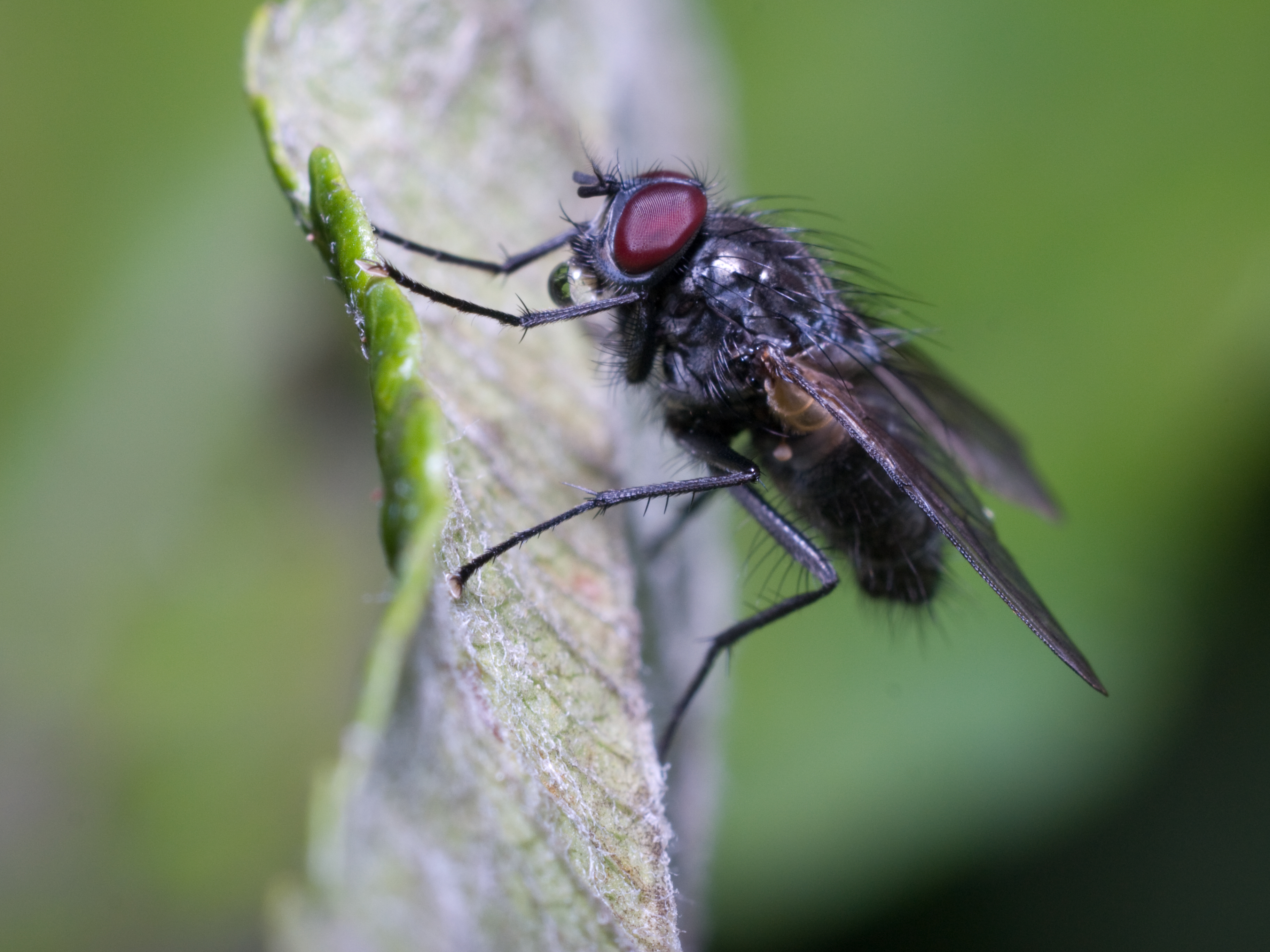
Muscidae sp.
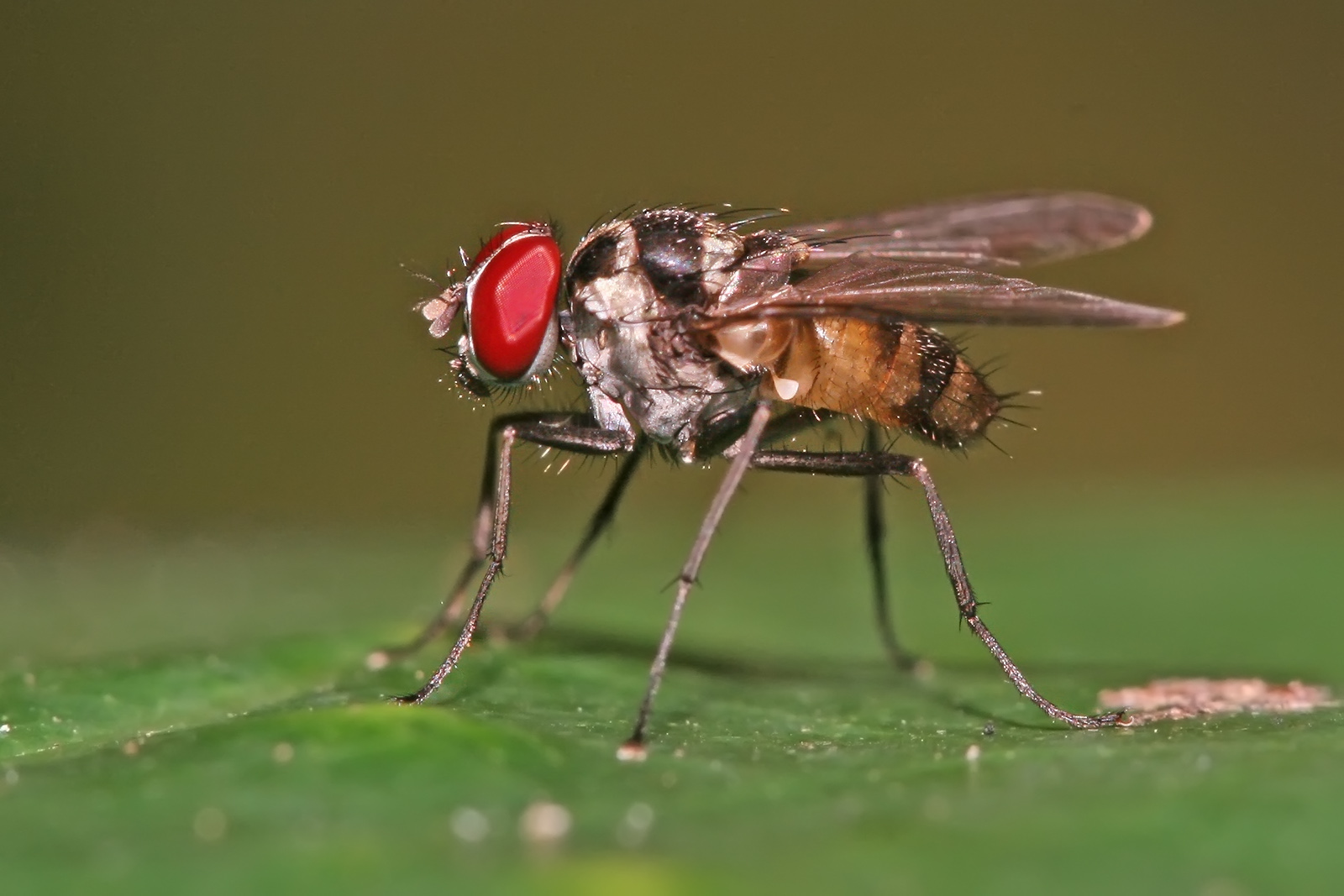
Limnophora sp.
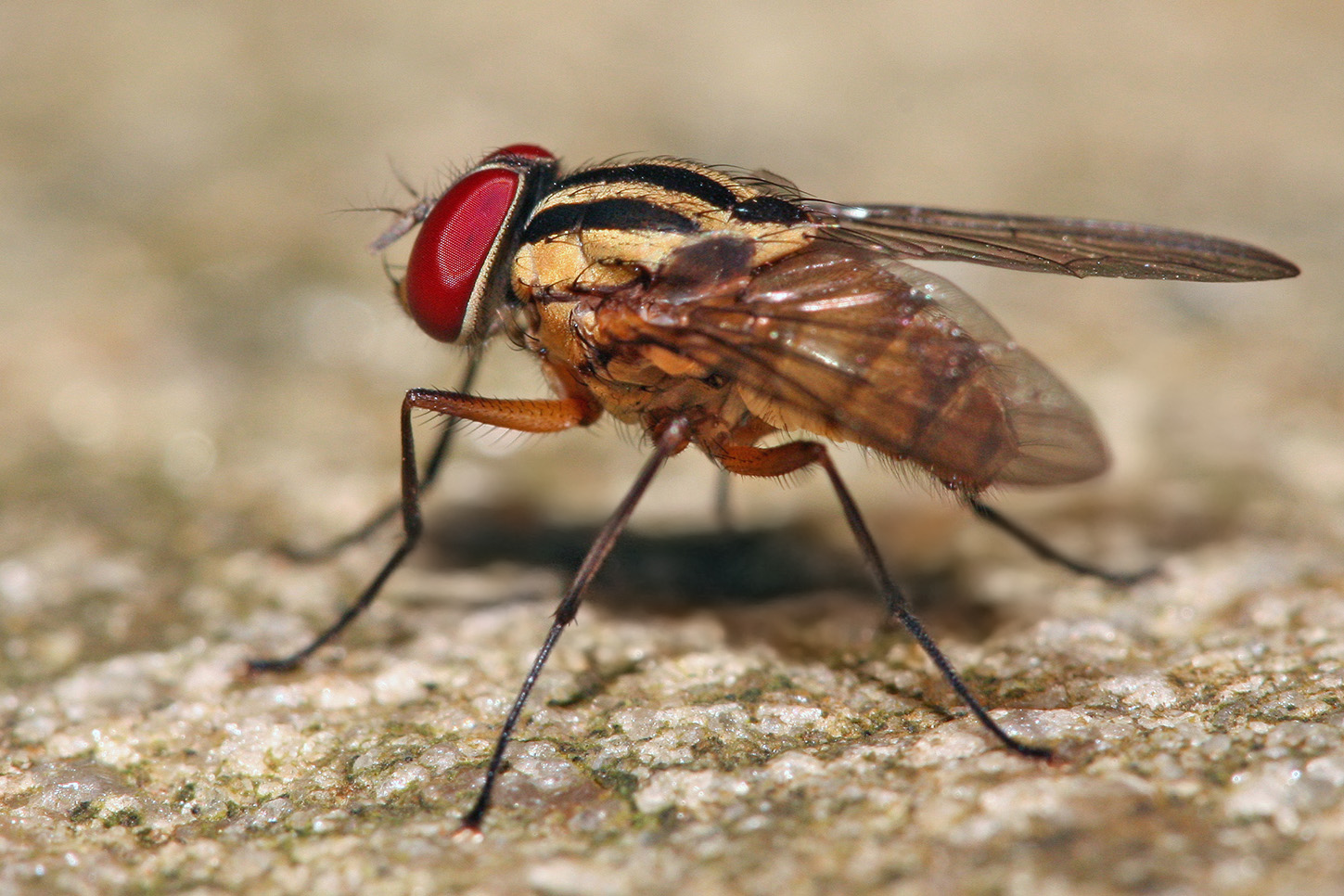
Graphomya eustolia

## Legături către liste de specii
- Palaearctic Arhivat în 8 februarie 2012, la Wayback Machine.
- Nearctic Arhivat în 16 noiembrie 2006, la Wayback Machine.
- Japan Arhivat în 27 mai 2019, la Wayback Machine.